# Lista recordurilor mondiale la patinaj viteză
Lista recordurilor mondiale la patinaj viteză, cuprinde 10 sau 11 recorduri mondiale.

## Bărbați
| Diciplina                                                    | Sportiv                                    | Țara                       | Timp      | Data                  | Locul          | Istoric |
| ------------------------------------------------------------ | ------------------------------------------ | -------------------------- | --------- | --------------------- | -------------- | ------- |
| 500 m                                                        | Pavel Kulizhnikov                          | Rusia                      | 00:33,98  | 21. Noiembrie 2015    | Salt Lake City | Istoric |
| 2 × 500 m                                                    | Jeremy Wotherspoon                         | Canada                     | 00:68,31  | 15. Martie 2008       | Calgary        | Istoric |
| 1000 m                                                       | Shani Davis                                | Statele Unite ale Americii | 01:06,42  | 7. Martie 2009        | Salt Lake City | Istoric |
| 1500 m                                                       | Shani Davis                                | Statele Unite ale Americii | 01:41,04  | 11. Decembrie 2009    | Salt Lake City | Istoric |
| 3000 m                                                       | Eskil Ervik                                | Norvegia                   | 03:37,28  | 5. Noiembrie 2005     | Calgary        | Istoric |
| 5000 m                                                       | Sven Kramer                                | Țările de Jos              | 06:03,32  | 17. Noiembrie 2007    | Calgary        | Istoric |
| 10000 m                                                      | Sven Kramer                                | Țările de Jos              | 12:41,69  | 10. März 2007         | Salt Lake City | Istoric |
| Sprint în patru 1. Zi 500, 1000 m; 2. Zi 500, 1000 m         | Jeremy Wotherspoon                         | Canada                     | 137,230 p | 18.-19. Ianuarie 2003 | Calgary        | Istoric |
| Sprint scurt în patru 1. Zi 500, 3000 m; 2. Zi 1500, 5000 m  | Erben Wennemars                            | Țările de Jos              | 146,365 p | 12.-13. August 2005   | Calgary        | Istoric |
| Sprint lung în patru 1. Zi 500, 5000 m; 2. Zi 1500, 10 000 m | Shani Davis                                | Statele Unite ale Americii | 145,742 p | 18.-19. Martie 2006   | Calgary        | Istoric |
| Echipă 8 runde                                               | Sven Kramer Carl Verheijen Erben Wennemars | Țările de Jos              | 3:37,80   | 11. Martie 2007       | Salt Lake City | Istoric |